# Castillo de Portchester
El castillo de Portchester es una fortaleza medieval que se desarrolló dentro de los muros del fuerte romano de la costa sajona de Portus Adurni en Portchester, al este de Fareham en Hampshire.
El torreón probablemente se construyó a finales del siglo XI. siglo como un castillo señorial y Portchester fue tomado bajo el control real en 1154. La monarquía controló el castillo durante varios siglos y fue un pabellón de caza favorito del rey Juan. Fue sitiado y capturado por los franceses en 1216 antes de regresar permanentemente al control inglés poco después.
Ocupando una posición dominante en la cabecera del puerto de Portsmouth, Portchester fue un puerto importante en el período medieval. El castillo vio el embarque de varias campañas a Francia dirigidas por los reyes de Inglaterra. En previsión de una invasión francesa durante el primer cuarto del siglo IV, Eduardo II gastó 1.100 libras esterlinas en reparar y reforzar el castillo de Portchester. Un complot para derrocar a Enrique V fue descubierto y los culpables detenidos en Portchester; este evento aparece en la obra de Shakespeare, Henry V. Más tarde en su historia, el castillo fue utilizado como prisión.
Actualmente, el castillo de Portchester es un Monumento Antiguo Planificado, y un edificio clasificado Grado II. El castillo ha sido propiedad de Southwick Estate desde el siglo XVII. pero es administrado por English Heritage y está abierto a los visitantes durante todo el año. La iglesia normanda de St. Mary's, que se encuentra en la esquina sureste de los terrenos, pertenece a la diócesis anglicana de Portsmouth.

## Antecedentes

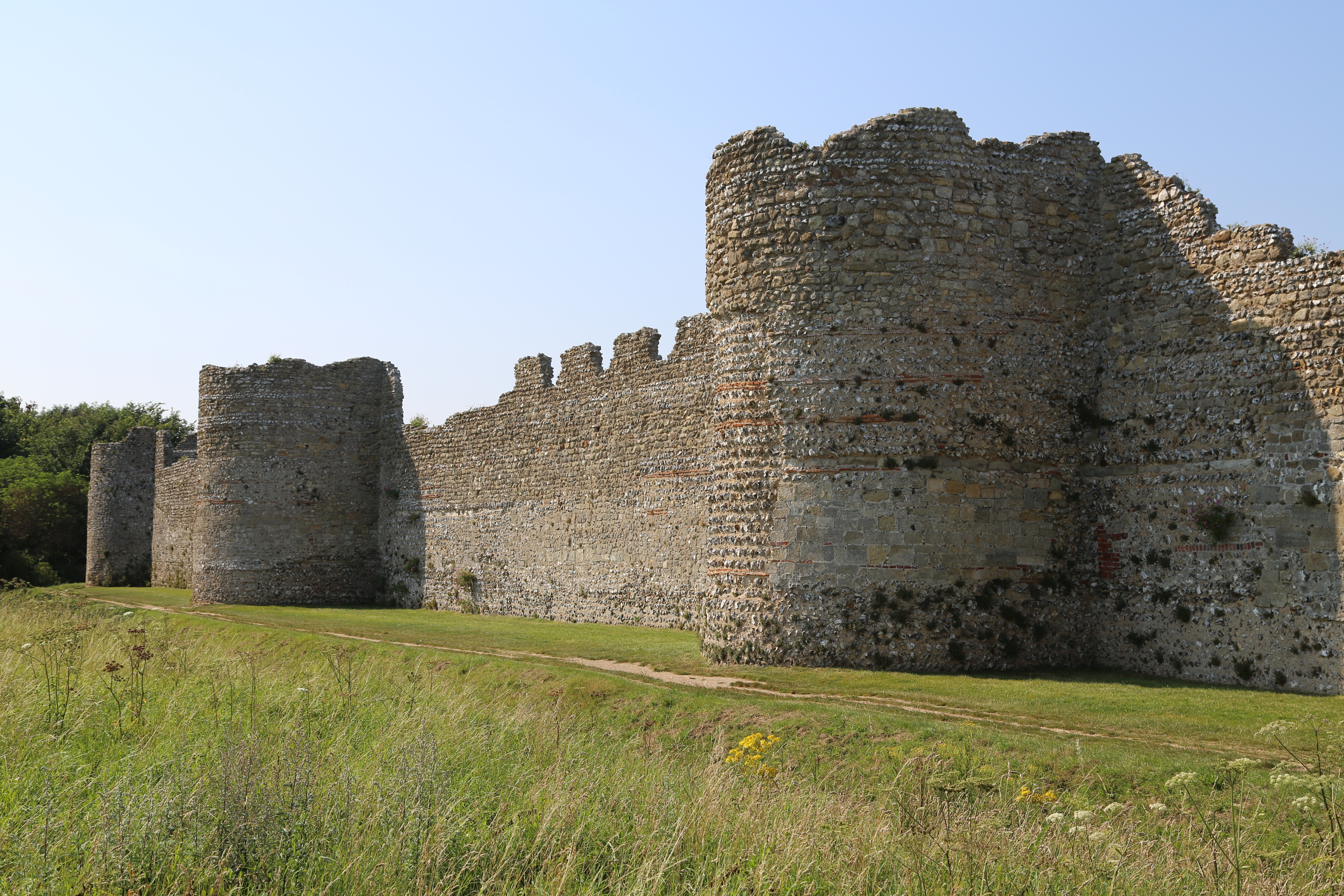
Las torres en forma de D son típicas de los fuertes romanos del. Las defensas romanas se integraron en el castillo medieval.

La importancia estratégica de Portchester ha sido reconocida desde al menos el siglo III cuando se estableció una fortaleza romana en el sitio. Aunque no se sabe exactamente cuándo se erigió el fuerte, se cree que fue construido por Marco Aurelio Carausio siguiendo las instrucciones del emperador Diocleciano, entre 285 y 290. Fue uno de varios fuertes construidos a lo largo de la costa británica en el período para combatir las incursiones de piratas. Portchester fue probablemente una base desde la que operaba la Classis Britannica, la flota romana que defendía Gran Bretaña. Es la fortaleza romana mejor conservada al norte de los Alpes.
Aunque el ejército romano se retiró de Britania a principios del siglo V, es poco probable que el fuerte fuera abandonado por completo, aunque su uso continuó en una escala mucho menor. Se han descubierto una sala y una torre del siglo X dentro del fuerte, lo que sugiere que fue una residencia de alto estatus durante el período sajón. En 904, Portchester pasó a manos del rey Eduardo el Viejo y el fuerte se convirtió en un burh para ayudar a defender el país contra los vikingos, como se indica en el Burghal Hidage.

## Palacio y castillo medieval

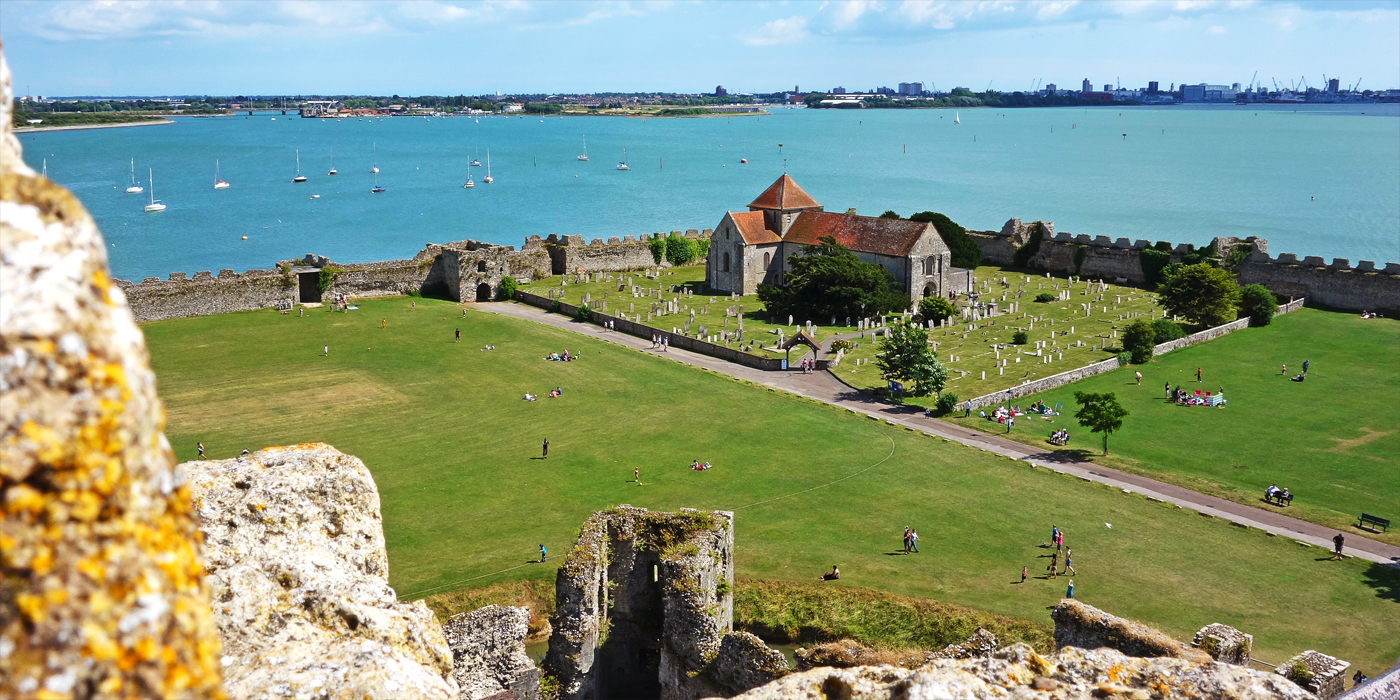
Patio exterior de Portchester con la iglesia vista desde el torreón

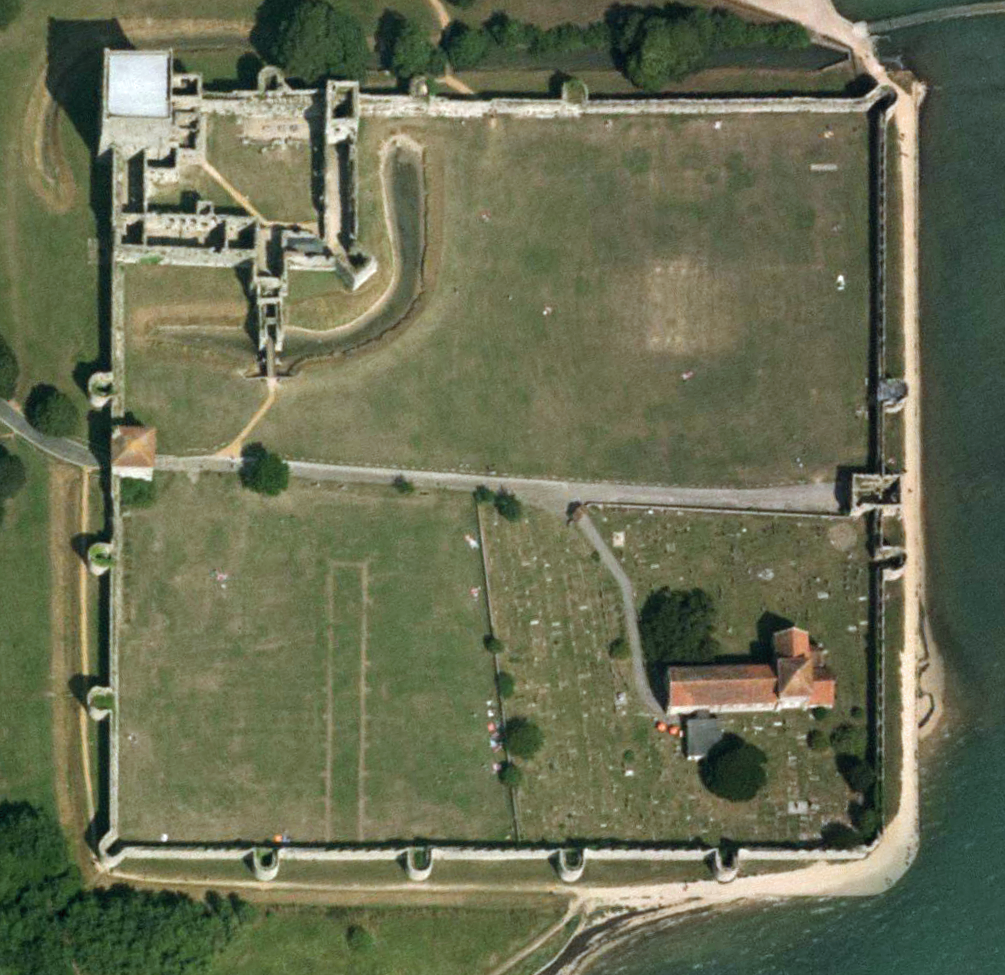
Imagen aérea del castillo

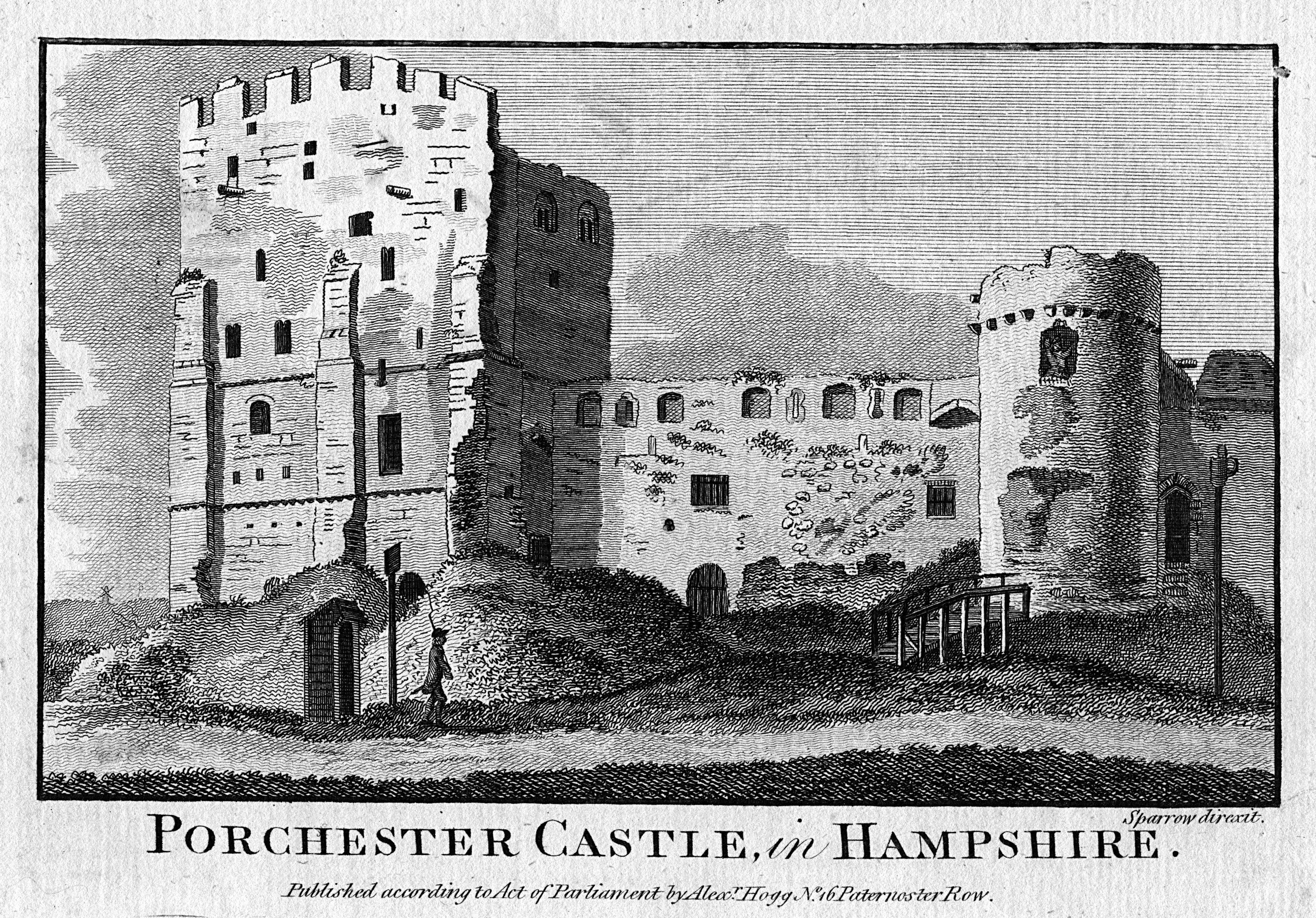
Vista del castillo de Portchester en Vistas pintorescas de las antigüedades de Inglaterra y Gales (1786)

No se sabe cuándo se construyó el castillo, aunque probablemente fue a finales del siglo XI. Después de la conquista normanda, el señorío de Portchester fue otorgado a William Maudit, un socio de Guillermo el Conquistador y un poderoso magnate, y probablemente fue él quien construyó el castillo de Portchester.
La forma de este castillo primitivo es incierta, aunque probablemente Maudit fue el responsable de crear la sala interior en la esquina noroeste del fuerte. En este punto, probablemente habría estado defendido por una empalizada de madera y un foso, con los muros de piedra romanos originales del fuerte actuando como defensa del patio exterior. Maudit murió alrededor de 1100 y su propiedad pasó a su hijo, Robert Maudit. Murió en 1120, y unos años más tarde las propiedades familiares pasaron a manos de William Pont de l'Arche a través del matrimonio con la hija de Robert Maudit.
Aunque el castillo aún no estaba registrado en este período, probablemente fue en este momento cuando se reconstruyó en piedra. La evidencia de esto es que la mampostería del castillo es similar a la de la iglesia parroquial de St.Mary, que fue construida en la década de 1130 en el patio exterior. La iglesia fue construida para un priorato agustino que Pont de l'Arche estableció dentro del castillo en 1128. Se habrían planeado otros edificios para el priorato, aunque casi no queda rastro de ellos. Cuando la comunidad se mudó a un nuevo sitio en Southwick entre 1147 y 1150, es posible que los edificios nunca se hayan completado.
William Pont de l'Arche probablemente retuvo la posesión del castillo de Portchester hasta su muerte en 1148, aunque no se sabe quién lo heredó. Puede haber pasado a William Maudit, un descendiente de Maudit que probablemente fundó el castillo, o Henry Maudit, el hijo de William de l'Arche. La primera referencia existente al castillo se encuentra en una concesión de 1153 en la que Henry Plantagenet, más tarde el rey Enrique II concedió el castillo a Henry Maudit. Independientemente, cuando Enrique ascendió al trono en 1154, tomó posesión del castillo de Portchester. Permanecería bajo el control real durante varios siglos. Sobreviven más registros del período del castillo como fortaleza real que del período anterior; las cuentas reales proporcionan detalles del estado y la estructura del castillo. Por ejemplo, dado que solo se gastaron pequeñas sumas en la torre del homenaje durante el mandato real, se supone que estaba en gran parte completa, y en 1183 el Rolls registra que había apartamentos reales separados del torreón. Enrique I visitaba regularmente Portchester.
El castillo también se utilizó como prisión para personas importantes, como el conde de Leicester. cuando los hijos de Enrique II se rebelaron contra él con el apoyo de algunos barones destacados en la revuelta de 1173-1174, Portchester se preparó para la guerra. En preparación para defender el castillo, se fabricaron catapultas y se guarneció con diez caballeros, luego aumentado a 20.
El rey Juan se alojaba a menudo en el castillo de Portchester y estaba allí cuando se enteró de la pérdida de Normandía en 1204. El Bosque de Bere estaba cerca, lo que convertía a Portchester en un lugar popular para que el rey se hospedara recreativamente. Portchester también fue el punto de partida de las misiones a Francia en 1205 y 1213 cuando Juan trató de recuperar Normandía de manos de Felipe II, el rey de Francia. Los viajes de Juan a Francia terminaron en derrota.
Después de firmar la Carta Magna en 1215, Juan apeló al Papa para que la anulara. Como resultado, sus oponentes fueron excomulgados en septiembre. En este punto, puso sitio al castillo de Rochester y los rebeldes recurrieron a Francia en busca de ayuda. Los barones ofrecieron el trono al príncipe Luis, el hijo mayor del rey francés. La campaña de Louis fue inicialmente exitosa y capturó Londres y Winchester antes de que el castillo de Portchester se rindiera a sus fuerzas en junio de 1216. Juan murió el 19 de octubre de 1216, y nueve días después su hijo mayor fue coronado rey Enrique III. La suerte de Luis empeoró y el castillo de Portchester fue reconquistado en la primavera de 1217.
Hubo un punto muerto entre Enrique III y Luis hasta la victoria inglesa en la batalla de Lincoln el 20 de mayo. Después de que se cortaron sus líneas de suministro con Francia en agosto, Luis fue sobornado para que abandonara Inglaterra. Enrique trató de recuperar Normandía, que había perdido su predecesor, hasta que las condiciones en Inglaterra lo obligaron a abandonarlos en 1259, y Portchester fue un punto de partida frecuente para las tropas en campaña.
Durante la mayor parte del siglo se prestó poca atención a las defensas del castillo, sin embargo, hacia finales de siglo se construyó una torre de madera para reforzar la muralla romana oriental. Durante el reinado de Eduardo II (1307-1327), se anticipó una invasión francesa y se guarneció Portchester. La Corona gastó más de 1100 libras esterlinas en reparar y reforzar el castillo de Portchester entre 1320 y 1326. Se remodelaron los edificios del barrio interior y se ampliaron las garitas exteriores.
A pesar del costoso trabajo realizado por Eduardo II, una investigación de 1335 registró que muchos de los edificios del castillo estaban en estado ruinoso y que el muro sur de la fortaleza romana había sido dañado por el mar. Aunque rara vez se quedó en Portchester, en junio de 1346 Eduardo III reunió a su ejército de 15.000 efectivos allí antes de partir hacia Francia en la campaña que terminó con la victoria en la batalla de Crécy.
Se llevaron a cabo más trabajos en las décadas de 1350 y 1360 cuando se reordenaron los edificios domésticos dentro del castillo y se reparó el malecón. Entre 1396 y 1399 se construyeron los aposentos reales que se conservan hoy, aunque en estado ruinoso, para Ricardo II bajo el maestro albañil Walter Walton.
En el siglo XV, la cercana ciudad de Portsmouth, a unas 6 millas (10 km) de distancia, creció hasta convertirse en un importante centro económico y un importante puerto. Reemplazó a Portchester como un lugar de importancia militar y el castillo entró en un período de declive. Un estudio de 1441 señaló que el castillo estaba "en ruinas y débil". A pesar de su estado, cuando Margarita de Anjou, esposa de Enrique VI, desembarcó en Inglaterra en 1445, el castillo de Portchester fue seleccionado como su puerto de llegada. Se permitió que el castillo siguiera languideciendo hasta que en la última década del siglo se intentaron reparar los edificios del castillo. Cuando Enrique VIII visitó a la reina Ana Bolena en octubre de 1535, fue la primera vez en más de un siglo que el monarca reinante estuvo en el castillo.

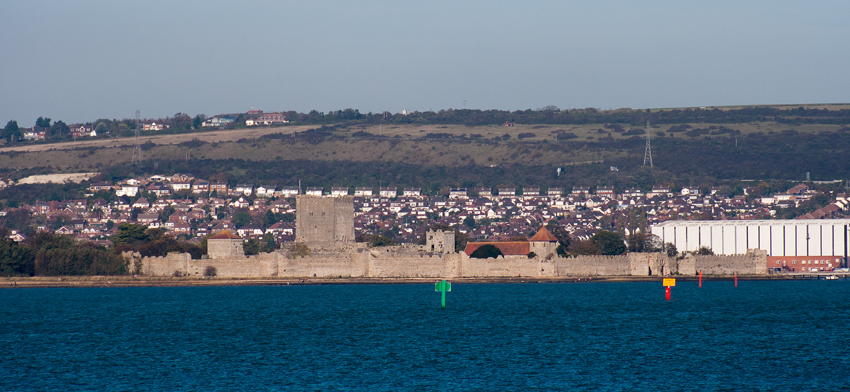
Castillo de Portchester visto desde el mar

Entre octubre de 1562 y junio de 1563, los ingleses ocuparon el puerto de Le Havre en la costa norte de Francia. Durante este período el castillo actuó como hospital militar para los implicados en el conflicto con Francia. Con el empeoramiento de las relaciones con España, Isabel I preparó el castillo de Portchester para la guerra, anticipando una invasión española. En ese momento, Henry Radcliffe, futuro conde de Sussex, era condestable.
El 30 de agosto de 1591, Isabel llegó al castillo, pero los pisos de las cámaras de estado estaban podridos y cenó en el dormitorio del guardián. En lugar de sus habituales perfumes dulces, la cámara se refrescó con ruda e hisopo. En 1603, el castillo estaba en un estado adecuado para que Isabel celebrara una corte allí. Sir Thomas Cornwallis fue nombrado condestable y remodeló los edificios a lo largo del lado este del patio interior. Una investigación real de 1609 documenta la mejora del estado del castillo, y señala que los edificios construidos por Cornwallis contenían "cuatro cámaras de alojamiento decentes arriba y otras tantas habitaciones para oficinas abajo".

## Uso como prisión

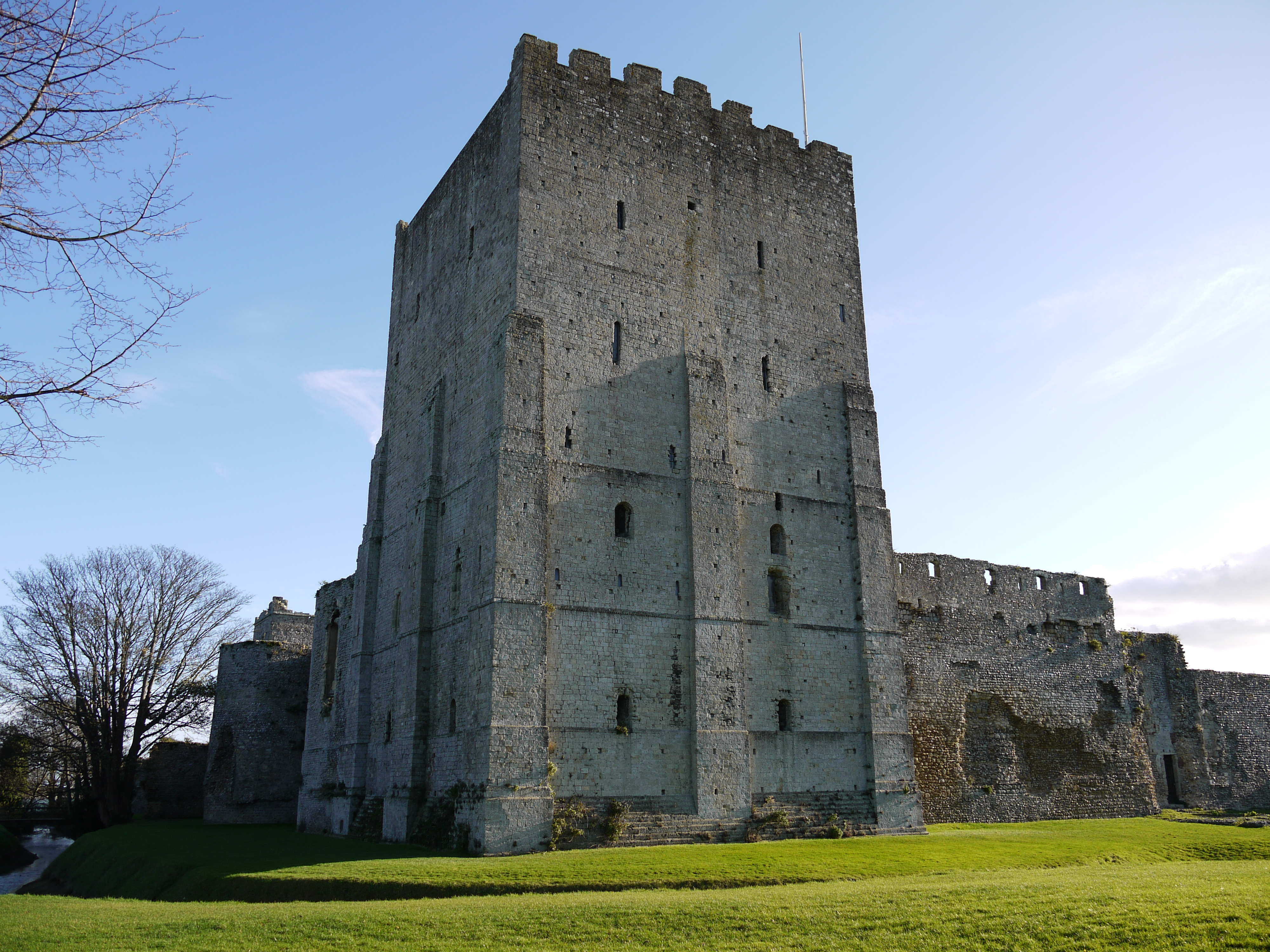
Torreón del castillo de Portchester

El castillo salió del control real en 1632 cuando Carlos I lo vendió a Sir William Uvedale. Desde entonces, el castillo de Portchester ha pasado por sus sucesores, la familia Thistlethwaite. El castillo no fue testigo de combates durante la guerra civil inglesa, aunque durante un corto tiempo en 1644 estuvo guarnecido por dragones parlamentaristas.
Uno de los roles que comúnmente cumplían los castillos era el de prisión. Desde finales del siglo XVII en adelante, esta se convirtió en la función más importante de Portchester. En 1665, 500 los prisioneros de la segunda guerra anglo-neerlandesa (1665-1667) fueron retenidos en el castillo. Algunos estaban alojados en la iglesia del patio exterior. Dañaron el edificio al prenderle fuego. La iglesia no fue reparada hasta unos 40 años después. Entre 1702 y 1712 la Corona arrendó el castillo de Portchester a los Uvedale para encarcelar a los prisioneros de la guerra de sucesión española. Los primeros relatos detallados de las condiciones de los prisioneros datan de mediados de siglo.

## Actualidad
Hoy en día, el castillo de Portchester está abierto a los visitantes y también se usa para la recreación: la sección interior del castillo alberga exhibiciones y exhibiciones. El castillo es un lugar popular para las salidas escolares, mientras que el malecón es frecuentado durante la marea alta por pescadores en busca de platijas y lubinas. Los edificios del castillo están bajo el cuidado de English Heritage.

## Leyendas locales
La leyenda local dice que al final de su vida, Poncio Pilato fue traído aquí en galera como su refugio final.